# Hélène Castel
Pour les articles homonymes, voir Castel.
Hélène Castel, née le 27 juillet 1959 à Amiens, est une psychothérapeute française, qui a vécu près de 20 ans au Mexique, où elle s'était réfugiée après un braquage en 1980. 

## Biographie
Fille du sociologue Robert Castel, Hélène Castel a participé le 30 mai 1980 à une attaque à main armée et à une prise d'otage dans une agence de la BNP de la rue La Fayette à Paris. Au cours de ce braquage, l'un des malfaiteurs a trouvé la mort et le directeur de l'agence bancaire a été blessé. À la suite de cet événement, Hélène Castel s'est enfuie aux États-Unis avant de rejoindre le Mexique en 1982. Le 16 mai 1984, elle est jugée par contumace par la cour d'assises de Paris et condamnée à perpétuité. Au Mexique, elle change alors d'identité (Florencia Rivera-Martin), élève sa fille et devient psychothérapeute,.
En mai 2004, quelques jours avant la prescription de sa peine, sous le nom de Florencia Rivera,, elle est arrêtée, et passe 88 jours en prison au Mexique puis est extradée vers la France. Après 11 mois d'incarcération à Fleury-Mérogis, elle aura droit à un nouveau procès aux assises, dans lequel elle exprimera ses remords. L'indulgence est requise par l'avocat général, Philippe Bilger. Elle sera condamnée à deux ans de prison avec sursis, un verdict jugé « clément ».

## Ouvrage
En janvier 2009, elle publie aux Éditions du Seuil Retour d'exil d'une femme recherchée, préfacé par Nancy Huston, dans lequel elle raconte son parcours et dément son implication dans des groupes politiques tels qu'Action directe.